# Vigna racemosa
Espèce
Synonymes
- Clitoria racemosa G.Don[1]
- Vigna donii Baker[1]
- Vigna strophiolata Piper[1]

Vigna racemosa est une espèce de plantes à fleurs de la famille des Fabaceae et du genre Vigna, présente en Afrique tropicale.

## Description
C'est une herbe grimpante annuelle de 0,5 à 7 m de longueur, avec en général une pubescence longue et ferrugineuse et des fleurs bleues de 9 à 14 mm de long.

## Distribution
L'espèce est présente en Afrique tropicale, du Sénégal au Soudan, à l'Ouganda, à la Zambie et à l'Angola.

## Habitat
On la rencontre dans les savanes arbustives, les forêts galeries, les prairies, les endroits humides tels que les niayes, les jachères humides.

## Liste des variétés
Selon Tropicos (23 juin 2020) :
- variété Vigna racemosa var. glabrescens Baker f.